# Klaus Schulze (Ruderer)
Klaus Schulze (* 3. Januar 1928 in Halle (Saale); † 16. April 2013) war ein deutscher Ruderer.

## Biografie
Klaus Schulze konnte während seiner Ruderkarriere insgesamt 5 Deutsche Meistertitel gewinnen. Davon vier mit dem Vierer mit Steuermann (1949, 1950, 1951 und 1952) und einen mit dem Vierer ohne Steuermann (1951).
Des Weiteren nahm Schulze bei den Olympischen Sommerspielen 1952 in Helsinki zusammen mit Heinz Beyer, Günter Twiesselmann, Gerhard Vogeley und Hans-Joachim Wiemken in der Regatta mit dem Vierer mit Steuermann teil. Das Boot schied jedoch im Hoffnungslauf aus und wurde Fünfzehnter.